# Dorfkirche Rannstedt

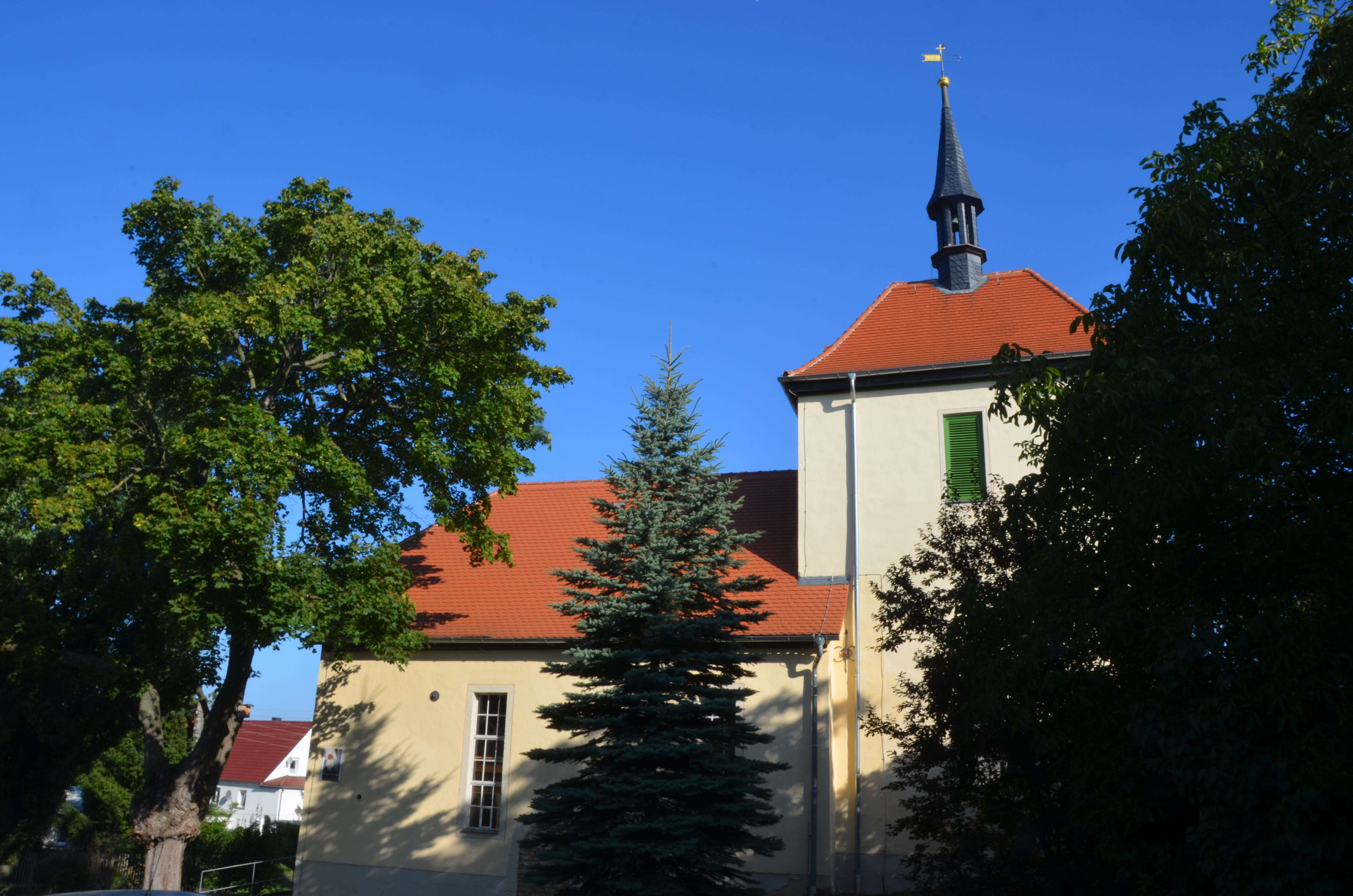
Dorfkirche Rannstedt

Die evangelisch-lutherische, denkmalgeschützte Dorfkirche Rannstedt steht in Rannstedt, einem Ortsteil der Stadt Bad Sulza im Landkreis Weimarer Land von Thüringen. Die Kirchengemeinde Rannstedt gehört zum Kirchengemeindeverband Bad Sulza II (Kirchengemeinde Niedertrebra) im Kirchenkreis Apolda-Buttstädt der Evangelischen Kirche in Mitteldeutschland.

## Beschreibung
Die kleine Saalkirche wurde 1716 erbaut. Der eingezogene, längsrechteckige Chor mit zwei Lanzettfenstern an der Ostseite ist frühgotisch. Das Langhaus ist von unbestimmtem Alter, es wurde im 18. Jahrhundert letztmals umgebaut. Nachdem die Kirche jahrzehntelang dem Verfall preisgegeben war, wurde 1994 mit der Wiederherstellung begonnen. Dabei wurde der Chorturm vollständig erneuert. Er wurde mit einem Walmdach bedeckt, aus dem sich ein schiefergedeckter Dachreiter erhebt. Das Langhaus wurde mit einem Krüppelwalmdach bedeckt. Der Innenraum hat an drei Seiten Emporen und ist mit einem hölzernen Tonnengewölbe überspannt. 
Zur bescheidenen Kirchenausstattung gehörte auch eine Orgel mit 10 Registern, die auf 2 Manuale und ein Pedal verteilt waren. Sie wurde 1875 von einem unbekannten Orgelbauer gebaut und 1935 von Gerhard Kirchner restauriert. 1959 wurde sie sachkundig ausgebaut und eingelagert.